# ۱۱ سپتامبر
۱۱ سپتامبر در تقویم میلادی، دویست و پنجاه و چهارمین (در سال‌های کبیسه دویست و پنجاه و پنجمین) روز سال است. ۱۱۱ روز تا پایان سال باقی است.

## مناسبت‌ها
- روز معلم در بخش‌هایی از آمریکای لاتین.

## رویدادها
- ۱۹۷۲ – اختتامیه بازی‌های المپیک تابستانی ۱۹۷۲ مونیخ.
- ۱۹۷۳ - کودتای نظامی در شیلی توسط آگوستو پینوشه علیه سالوادور آلنده. (کودتای شیلی)
- ۲۰۰۱ - حملهٔ تروریستی ۱۱ سپتامبر به آمریکا. در این حادثه نزدیک به ۳۰۰۰ نفر کشته شدند.
- ۲۰۰۷ - هواپیمایی ماهان به دلیل نقص در مسائل ایمنی در فهرست سیاه اتحادیه اروپا قرار گرفت و پروازهای این شرکت را به دوسلدورف و منچستر و دیگر مقاصد اروپایی لغو کرد.
- ۲۰۱۲ - حمله ۲۰۱۲ بنغازی حمله غافلگیرانه نیرو های مسلح به سفارت و مرکز اطلاعات مرکزی آمریکا در بنغازی طی جنگ داخلی لیبی.
- ۲۰۱۵ - سقوط جرثقیل در مکه.
- ۲۰۱۹ - درخواست استعفا به جان بولتون (مشاور امنیت ملی کاخ سفید) توسط ترامپ (رئیس جمهور وقت امریکا).
- ۲۰۲۴ - اولین مناظرهٔ دونالد ترامپ و کامالا هریس در جریان انتخابات ریاست‌جمهوری آمریکا.

## زادروزها
- ۱۹۴۵-فرانس بکن بائر،اسطوره و بازیکن فوتبال آلمان
- ۱۹۷۶ – توماس انگه، رانندهٔ خودروهای مسابقه‌ای اهل جمهوری چک
- ۱۹۸۰ – آنتونیو پیتزونیا، رانندهٔ مسابقات اتومبیل‌رانی اهل برزیل

## مرگ‌ها
- ۱۹۴۷ - سامی طه، سیاستمدار فلسطینی.[۱]
- ۱۹۴۸ - محمدعلی جناح.
- ۱۹۷۱ - نیکیتا سرگیویچ خروشچف رهبر شوروی بعد از استالین.
- ۱۹۷۳ - آلنده ریس‌جمهور شیلی که با توسط اتلاف سوسیالیست‌ها و کمونیست‌ها به قدرت رسیده بود. توسط کودتای یکی از فرماندهان ارتش به نام آگوستو پینوشه از قدرت برکنار و کشته شد. طبق گفته کودتاچیان وی قبل از ورود سربازان به کاخ ریاست‌جمهوری خودکشی کرده بود ولی مخالفان عقیده دیگری دارند.
- ۱۹۷۸ - گیورگی مارکوف ناراضی بلغار در لندن به دست عوامل رژیم کمونیست بلغارستان کشته شد.[۲]
- ۲۰۰۳ - آنا لیند وزیر امور خارجه وقت سوئد با ضربات چاقو کشته شد.[۳]

## جُستارهای وابسته
- ویکی‌پدیا:یادبودهای برگزیده/۱۱ سپتامبر